# Yehouda ben Eliya Hadassi
Juda Hadassi (hébreu : יהודה בן אליהו הדסי Yehouda ben Eliyahou Hadassi) est un Sage karaïte du milieu du XIIe siècle.
Controversialiste et liturgiste, il est considéré comme l'un des maîtres les plus éminents de ce mouvement juif scripturaliste, opposé au judaïsme rabbinique traditionnel.

## Éléments biographiques
On sait peu de choses de sa vie, sinon qu'il fut le disciple de son frère aîné Nathan. Il était, selon un Sage karaïte ultérieur, maître en grammaire hébraïque, massore, théologie et philosophie. Selon Adolf Neubauer, il était originaire de Édesse, comme l'indique son nom de « Hadassi. » Son surnom Ha-abel (l'« affligé » ou « endeuillé ») serait à mettre en relation avec les Avelei Tzion, un groupuscule karaïte portant le deuil de Jérusalem.
Son livre ayant été écrit à Constantinople, l'un des plus grands centres religieux karaïtes de l'époque, il y a peut-être résidé.

## Œuvres

### Eshkol Hakofer
Le grand-œuvre de Juda Hadassi, auquel il doit sa réputation, est l’Eshkol HaKofer ou Sefer HaPeles, écrit à Constantinople en 1148, décrit comme une « somme de théologie karaïte, et sans doute l'œuvre karaïte la plus importante jamais rédigée en hébreu. »
L’Eshkol HaKofer est un traité sur les commandements, que l'auteur s'emploie à expliquer philosophiquement, en utilisant toute sa science et son talent d'analyse. Partant du principe que toutes les lois, celles contenues dans le Pentateuque, celles décrétées (« ajoutées ») par les rabbins et les diverses lois éthiques par lesquelles les Juifs règlent leur quotidien, trouvent leur source dans le Décalogue, Hadassi énumère chacun de ces dix commandements, et en dérive une série complète de lois religieuses qui en découlent. Tout le travail est agencé sur ce plan, reprenant en outre non seulement une grande partie de la science de son temps mais aussi des légendes et du folklore, qui font du livre un véritable « océan d'étude. » 
Rédigé en hébreu, le texte est en majeure partie en prose rimée, et utilise abondamment la technique de l'acrostiche. Les chapitres 105 à 124 sont cependant écrits sous une forme poétique régulière.
Le premier commandement, affirmant l'existence de Dieu, contient les alphabets 1 à 95. L'auteur y traite des devoirs des créatures envers le Créateur, traitant notamment de la prière, du repentir, de la rétribution et de la résurrection des morts. Dès l'alphabet n° 35, Hadassi traite de la nature de Dieu, de celle de la Création (Ma'asse bereshit), des anges, des corps célestes, etc. Cette partie de l'ouvrage est donc un compendium de philosophie religieuse, d'astronomie, de physique, d'histoire naturelle, de géographie, et de folklore.
Le second commandement (« Tu n'auras pas d'autre Dieu devant Ma face ») contient les alphabets de 96 à 129. Il comprend une ample section polémique, Hadassi réfutant les opinions des chrétiens, Samaritains et Juifs rabbanites. Il rejette également toute identification entre les Karaïtes et les anciens Sadducéens, notant les différences théologiques majeures qui séparent les deux groupes, les Karaïtes ne croyant notamment pas à l'éternité du monde. Il n'est cependant pas moins violent avec les Rabbanites. Les alphabets n° 99 et 100 contiennent une attaque de même intensité contre le christianisme.
Le troisième commandement est traité dans les alphabets 130 à 143, le quatrième dans les alphabets 144 à 248. Il y traite des lois du chabbat, des fêtes juives, des lois liées à ces jours et aux offrandes, ce qui inclut les lois relatives aux Cohanim, à l'abattage rituel, aux franges rituelles, etc.
Dans cette partie, Juda Hadassi expose ses opinions sur l'exégèse et la grammaire, lorsqu'il débat avec les Rabbanites des tâches permises ou interdites le chabbat. Tentant de prouver que les Karaïtes ne sont pas inférieurs aux Rabbanites comme exégètes, il commence par exposer les treize principes de Rabbi Ishmaël, utilisées pour déduire des lois du Texte, et les trente-deux principes de Rabbi Eliezer ben Rabbi Yosse HaGuelili pour en déduire des leçons morales ou autres, avant d'exposer les siens propres. Il les divise en deux groupes, l'un de soixante règles grammaticales, l'autre de quatre-vingts règles exégétiques, affirmant y trouver une allusion dans Cantiques 6:8 (« Les reines sont au nombre de soixante, les concubines de quatre-vingts, et innombrables sont les jeunes filles »), les « innombrables jeunes filles » représentant les innombrables formes grammaticales de l'hébreu. Considérant la phonétique comme nécessaire pour l'interprétation de la Loi, Hadassi y dévoue un long traité, sous la forme de questions et réponses.
Le cinquième commandement contient les alphabets 249 à 264, traitant des lois régissant les relations entre parents et enfants, l'héritage, le deuil, etc.
Le sixième commandement contient les alphabets 265 à 274, le septième les alphabets 275 à 336, ce dernier couvrant toutes les lois concernant l'adultère, l'inceste, la pureté et l'impureté, les femmes parturientes et les fruits des trois premières années.
Le huitième commandement est traité dans les alphabets 337 à 353, couvrant les lois sur les différents types de vol et de fraude.
Dans le neuvième, qui comprend les alphabets 354 à 362, sont discutés tous les types de faux témoignage, y compris les faux prophètes.
Enfin, le dixième commandement contient les alphabets 363 à 379, traitant des lois impliquées dans la prohibition contre la convoitise. Hadassi illustre ses explications par des exemples parsemés de contes et légendes.
On trouve aussi dans le livre les dix principes de foi karaïtes :
1. Dieu est le Créateur de tous les êtres créés.
2. Dieu est transcendant et n'a ni égal ni associé.
3. L'univers tout entier a été créé.
4. Dieu appela Moïse et les autres Prophètes du canon biblique.
5. Le Loi de Moïse seule est vraie.
6. Connaître le langage de la Bible (l'hébreu) est un devoir religieux.
7. Le Temple de Jérusalem est le palais du Maître du monde.
8. Croyance en la résurrection, contemporaine de la venue du Messie fils de David.
9. Jugement final.
10. Rétribution.

Ces principes sont donc assez similaires aux treize principes de Maïmonide, à l'exception des articles 5 et 6, qui mettent l'exergue sur le rejet de la Loi orale et l'obligation de connaître l'hébreu.
L’Eshkol Hakofer a été imprimé à Eupatoria en 1836, avec une introduction de Caleb Afendopolo (un Sage karaïte du XVe siècle) intitulée Naḥal Eshkol. Les alphabets 99 & 100, ainsi qu'une partie de l'alphabet 998 (comportant l'attaque contre le christianisme) ont été expurgées de cette édition par le censeur, mais ont été publiées par Wilhelm Bacher.

#### Sources et modèles
Il est généralement admis que le modèle principal de l’Eshkol Hakofer serait le Bitan HaMaskilim de Nissi ben Noah, également intitulé Peles Bi'our Hamitzvot, rédigé 370 ans plus tôt. Cependant, Juda Hadassi ne mentionne pas Nissim ben Noah, et Pinkus F. Frankl a émis l'hypothèse que le Bitan ne serait pas l'œuvre de ce Sage karaïte, qui n'aurait pas vécu à l'époque productive des Karaïtes, et qu'il ne serait qu'un plagiat de l’Eshkol ha-Kofer, attribué à un auteur ancien afin de lui conférer un plus grand prestige.
Juda Hadassi a également puisé dans une multitude de sources, rabbanites et karaïtes, parmi lesquelles :
- le Ma'asse Bereshit de Rabbi Ishmaël et la Baraïta de Samuel, pour l'astronomie ;
- le Josippon pour l'histoire ;
- le travail de David al-Mukammas sur les sectes (réciproquement, l'argument principal des tenants de l'appartenance d'Al-Mukammas au karaïsme provient de l’Eshkol Hakofer) ;
- les récits d'Eldad ha-Dani, pour les légendes ;
- de nombreux traités grammaticaux écrits par des Karaïtes. Juda Hadassi utilise également les travaux de grammairiens rabbanites, citant Juda Hayyuj et Yona ibn Jannah ; il a, en outre, inclus dans son Eshkol le Moznayim d'Abraham ibn Ezra, sans mentionner ni l'auteur, ni le fait[5].
- de nombreux arguments employés par ses prédécesseurs, dont Salman ben Yerouham, Yaphet ben Ali, Sahl ben Matzliah, etc. contre le judaïsme rabbinique.

### Autres
Juda Hadassi a composé des piyyoutim (poèmes liturgiques) dont plusieurs ont été intégrés au rituel de prières karaïte. Il mentionne par ailleurs dans son Eshkol un traité de grammaire hébraïque qu'il a écrit antérieurement, intitulé Sefer Teren biteren, qui se veut une continuation du travail d'Aharaon ben Asher, et où il détaille les sens de divers homonymes dans la Bible.
Abraham Firkovich lui attribue en outre un fragment qu'il a intitulé Sefer HaYalkout (Firkovich Cat. n° 619, St. Petersburg) ; si Simhah Pinsker pense qu'il s'agit d'un extrait du Sefer Hamitzvot de Touvia, P. F. Frankl abonde dans le sens de Firkovich, et le considère comme une partie de l’Eshkol Hakofer, que Juda Hadassi avait auparavant écrit en prose.